# Santo Tomás (Atlapexco)
Santo Tomás es una localidad de México perteneciente al municipio de Atlapexco en el estado de Hidalgo.

## Geografía
A la localidad le corresponden las coordenadas geográficas 21° 58’ 53.63” de latitud norte y 98° 21’ 32.313” de longitud oeste, con una altitud de 596 m s. n. m. Se encuentra a una distancia aproximada de 4.25 kilómetros al suroeste de la cabecera municipal, Atlapexco.
En cuanto a fisiografía, se encuentra dentro de la provincia de la Sierra Madre Oriental dentro de la subprovincia de Carso Huasteco; su terreno es de Sierra y lomerío. En lo que respecta a la hidrografía se encuentra posicionado en la región Panuco, dentro de la cuenca del río Moctezuma, en la subcuenca del río Los Hules. Cuenta con un clima semicálido húmedo con lluvias todo el año.

## Demografía
En 2020 registró una población de 804 personas, lo que corresponde al 4.06 % de la población municipal. De los cuales 406 son hombres y 398 son mujeres. Tiene 213 viviendas particulares habitadas.
| Gráfica de evolución demográfica de Santo Tomás entre 1900 y 2020                            |
|                                                                                              |
| Población de los censos y conteos del Instituto Nacional de Estadística y Geografía (INEGI). |

## Economía
La localidad tiene un grado de marginación alto y un grado de rezago social medio.